# Bernard Coutant
 (janvier 2018).
Si vous disposez d'ouvrages ou d'articles de référence ou si vous connaissez des sites web de qualité traitant du thème abordé ici, merci de compléter l'article en donnant les références utiles à sa vérifiabilité et en les liant à la section « Notes et références ».
Bernard Coutant, dit l'« abbé Coutant », né le 29 septembre 1920 à Saint-Jean-de-Liversay (Charente-Inférieure) et mort le 19 juillet 2008 à Saintes (Charente-Maritime), est un prêtre catholique et peintre français.
Il fut aussi guide-historien de la ville de La Rochelle entre 1973 et 1990.
Il est également connu pour les lettres que Gaston Chaissac lui adressa, publiées sous le titre Le Laisser-Aller des Éliminés.

## Biographie
Né en Charente-Inférieure, Bernard Coutant est ensuite élevé en grande partie par sa grand-mère à Sainte-Hermine, en Vendée.
En 1940, il fait le grand séminaire, puis est exempt d'armée pour tuberculose. De 1941 à 1948, il passe cette période entre sanatoriums, peinture et rencontres d'artistes.
En 1948 débute sa correspondance avec Gaston Chaissac (à la suite de la parution d'un article qu'il écrit sur lui dans la revue Le Phare).
En 1949, Bernard Coutant est ordonné prêtre à La Rochelle. Entre 1950 et 1968, il effectue son sacerdoce dans différentes paroisses de l'Ouest (Villeneuve-la-Comtesse, Fontaine-Chalendray, Lagord). L'abbé Coutant se rattache également à la congrégation du Prado de Lyon et fait partie d'une commission d'art sacré.
En 1969, il devient aumônier des clarisses (La Rochelle).
Entre 1973 et 1989, il se consacre à une intense activité d'historien de la ville de La Rochelle, dont il devient même guide officiel, et au sujet de laquelle il fait paraître des Cahiers d'Histoire.
En 1990, Bernard Coutant est envoyé en retraite à Saintes, où il exerce une activité libre et foisonnante d'artiste-peintre.
En 2001, il fait une donation de 797 de ses peintures au musée de la Création Franche de Bègles.
Le 19 juillet 2008, il meurt à l'hôpital de Saintes à l'âge de 88 ans.

## L'œuvre peint
Entre son entrée chez les Petites sœurs des pauvres de Saintes en 1990 (il a alors 70 ans) et sa mort en 2008, la production du peintre Coutant fut foisonnante, diverse, débordante d'énergie. De cette œuvre protéiforme et complexe ressortent 3 grandes catégories :

### Les Courants
C'est un ensemble de peintures abstraites dont les formes proviennent souvent des courbes de pression atmosphérique du journal, que Coutant découpe quotidiennement :

« Dès que quelque chose me frappe dans une carte (de pressions atmosphériques), je la coupe puis je la garde. Je ne cherche pas à en savoir la signification. Je vois les lignes qui m'intéressent et je fais un croquis à partir de ça. Généralement à partir des lignes fines… Et au final, je garde ce que je veux. Et si je ne "l'ai pas" comme ça, dans le sens originel, je peux l'avoir comme ceci, à la verticale, je peux l'avoir comme ça, inversée.
Pour l'exécution, je garde la carte sous les yeux de manière à retrouver les directions qui m'ont intéressé dans l'original, sans les suivre forcément. La carte du journal donne un point de départ seulement. »

### Les Fleurs
Bernard Coutant décline ici des motifs floraux ou végétaux sous des formes très diverses : grosses fleurs, en bouquets, stylisées, isolées, remplissant toute la surface ou encore s'intégrant dans de véritables courants végétaux dans un jeu incessant du dessin et de la couleur.

### Les Primitifs
Coutant admirant beaucoup toutes les formes d'expressions artistiques traditionnelles et populaires, et en particulier africaines, une partie de sa production s'en inspire plus ou moins directement.
On trouve ici beaucoup de masques, ou en tout cas des motifs symétriques constitués d'un foisonnement de points, de lignes, de cernes, parfois de motifs végétaux.

## Vente aux enchères
Le 3 décembre 2011, des peintures de Bernard Coutant ont été mises en vente aux enchères à la Maison Leclère, Marseille .

## Publications
- Les Cahiers d'Histoire de la ville de la Rochelle
- Sainte-Hermine : Notes d'histoire religieuse locale, Paris, Editions Le Livre d'Histoire, 1947Réédition en 2004.

#### Monographies
- Serge Wellens, Entretiens avec l'abbé Coutant, La Rochelle, Éditions Être et Connaitre, 2000
- Eric Benetto - Jano Coudrin, L'Abbé Coutant, Marseille, L'Œuf sauvage, 2008

#### Fascicules
- La Donation du Père Coutant : Regards sur la Collection, Bègles, Site de la Création Franche, 2001
- L'Abbé Coutant, Marseille, Les Amis de L'Œuf sauvage, 2004
- Eric Benetto, Bernard Coutant ou la foi primitive, 2000

#### Catalogue d'exposition
- Laurent Danchin & Martine Lusardy, Aux frontières de l'art brut 2, Paris, Halle Saint Pierre, 2001

#### Article
- Eric Benetto, Coutant : L'abbé primitif, Lyon, Artension n° 7, 2002

#### Autre
- Gaston Chaissac, Le Laisser-Aller des Éliminés – Lettres à l’abbé Coutant, Bassac, Plein-Chant, 1979